# Novomoisséievski
Novomoisséievski (en rus: Новомоисеевский) és un poble (una khútor) de l'óblast de Rostov, a Rússia, que en el cens rus del 2010 tenia 530 habitants.